# Sceliphron caementarium
Sceliphron caementarium is een vliesvleugelig insect uit de familie van de langsteelgraafwespen (Sphecidae). De wetenschappelijke naam van de soort is voor het eerst geldig gepubliceerd in 1770 door Drury.
Deze soort is algemeen in Florida (staat), Verenigde Staten.